# مایکوباکتریوم آئوروم
مایکوباکتریوم آئوروم (نام علمی: Mycobacterium aurum) نام یک گونه از سرده مایکوباکتریوم است.